# Diaphus theta
Diaphus theta es una especie de pez linterna perteneciente al género Diaphus,  de la subfamilia Lampanyctinae. Fue descrita por Eigenmann & Eigenmann en 1890.
Especie inofensiva para el ser humano.

## Descripción
Longitud total de 11,4 centímetros.

## Distribución y hábitat
Se distribuye por la corriente de California, incluido Hawái.  También al norte de Japón. Puede alcanzar profundidades de 10-400 metros, donde se alimenta por la noche o por la mañana de eufausiáceos, copépodos y anfípodos.